# Габриэль, Зигмар
Зи́гмар Га́бриэль (нем. Sigmar Gabriel; род. 12 сентября 1959, Гослар) — немецкий политик, член СДПГ. Вице-канцлер Германии (2013—2018). Министр иностранных дел Германии (2017—2018). Премьер-министр земли Нижняя Саксония (1999—2003). Министр по охране окружающей среды, охране природы и ядерной безопасности (2005—2009). Председатель Социал-демократической партии Германии (2009—2017). Министр экономики и энергетики Германии (2013—2017).

## Биография

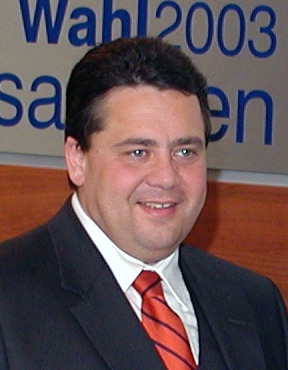
2003 год

Родители Зигмара разошлись, когда мальчику было три года. Его мать была медицинской сестрой, а отец — муниципальным служащим. По окончании Госларской городской гимназии Зигмар Габриэль прошёл воинскую службу. В 1988 году Зигмар Габриэль окончил Гёттингенский университет по специальности «учитель немецкого языка, политики и социологии». В 1989—1990 годах работал учителем в народной школе в Госларе.
В 1976—1989 годах Зигмар Габриэль работал в молодёжной организации «Социалистическая молодёжь Германии — Соколы» (нем. Sozialistische Jugend Deutschlands — Die Falken). Вскоре Габриэль стал лидером местного отделения организации в Госларе, а затем — председателем окружного отделения организации в Брауншвейге. Брауншвейгское отделение относилось к марксистскому крылу организации. В 1987—1998 годах Габриэль был членом районного законодательного собрания района Гослар. В 1991—1999 годах занимал должность его председателя. В 1990—2005 годах Зигмар Габриэль избирался депутатом ландтага Нижней Саксонии. С 1997 года занимал должность заместителя председателя ландтага. В 1998—1999 и 2003—2005 годах Габриэль возглавлял в ландтаге фракцию СДПГ. В 2005 и 2009 годах Зигмар Габриэль избирался депутатом бундестага прямым голосованием от округа Зальцгиттер-Вольфенбюттель.
После отставки премьер-министра Нижней Саксонии Герхарда Глоговски 15 декабря 1999 года Зигмар Габриэль занял его пост. После выборов в нижнесаксонский ландтаг 2 февраля 2003 года СДПГ проиграла ХДС, и Габриэль ушёл в отставку. В 2003—2005 годах Габриэль входил в президиум СДПГ и одновременно являлся заместителем председателя отделения Социал-демократической партии в Нижней Саксонии. В 2005—2009 годах Габриэль занимал должность министра охраны окружающей среды, охраны природы и ядерной безопасности в коалиционном правительстве Ангелы Меркель. После поражения социал-демократов на выборах в бундестаг 27 сентября 2009 года председатель СДПГ Франц Мюнтеферинг ушёл в отставку. 13 ноября 2009 года на съезде партии в Дрездене председателем СДПГ был избран Зигмар Габриэль, заручившийся поддержкой 94,2 % голосов. В 2013 году вновь вошёл в правительство в качестве вице-канцлера и министра экономики и энергетики.
27 января 2017 года назначен министром иностранных дел Германии сменив на этом посту Франк-Вальтера Штайнмайера. На международном уровне отличился критикой Социалистического интернационала и отменил выплату в него взносов СДПГ, а затем инициировал создание Прогрессивного альянса.
После формирования нового коалиционного правительства Германии 14 марта 2018 года покинул должности вице-канцлера и министра иностранных дел Германии.
Фактическая жена — врач-стоматолог, с которой он воспитывает её дочь от первого брака.